# (100193) 1994 CC7
(100193) 1994 CC7 es un asteroide perteneciente al cinturón de asteroides, descubierto el 15 de febrero de 1994 por el equipo del Spacewatch desde el Observatorio Nacional de Kitt Peak, Arizona, Estados Unidos.